# 甲斐田聡美
甲斐田 聡美（かいだ さとみ、1981年9月12日 - ）は、元チェキッ娘メンバーで、日本のタレント。

## 略歴
東京都出身、台東区浅草育ち。血液型はO型。
芸能界デビュー前はダンスのチームで、路上パフォーマンスなどをやっていた。また元はインテリアデザイナー志望で、高校でもその勉強をしていた。
1999年1月8日、フジテレビのバラエティ番組『DAIBAッテキ!!』のオーディションに合格し、女性アイドルグループ「チェキッ娘」のメンバーとなる（チェキッ娘ID018）。『DAIBAッテキ!!』の『藤井ビクス』コーナー内ユニット『WAX』の他、5枚目のシングル『ドタバタギャグの日曜日』ではフロントメンバー（メインボーカルのパート）を務めた。
チェキッ娘卒業後は『ヘブンリーボディ』（当時袴田吉彦らが所属していた事務所）に所属、バラエティ番組への出演、雑誌のグラビア等の活動をしていた。
その後芸能界引退、フリーター、OL生活をしていたことがあったが、その後映画関係の仕事に就き、その関係でレンタルビデオ店の店長を務めていることもあった。2008年8月結婚し、翌2009年3月に母親となる。
2014年3月29日に渋谷CLUB CRAWLで行われたblue chee's（藤岡麻美と新井利佳が参加しているユニット）のライブイベント『とろけるチーズフォンデュ!』にゲスト出演。公演後は『DAIBAッテキ!!』で共演したドロンズ石本の店で馬肉を食したという。
好きなスポーツはF1、趣味は映画鑑賞（本人のブログでのプロフィールより）。

## 出演

### バラエティ
- エンタ （毎日放送）
- 人気者でいこう! （朝日放送）
- 快速!通勤仮面 （テレビ朝日）

これ以降は2009年8月中、チェキッ娘のメンバーとしての出演
- キャンパスナイトフジ（フジテレビ） - 2009年8月21日
- 森田一義アワー 笑っていいとも!（フジテレビ） - 2009年8月27日『出たいドルデラックス』

### テレビドラマ
- 土曜ワイド劇場『巡査鉄兵の推理日誌』（テレビ朝日、2001年8月4日）
- 木更津キャッツアイ（TBS、2002年3月15日 第9話）

## 書籍

### 雑誌グラビア
- ヤングマガジンアッパーズ2000年7号 （講談社）